# 萨勒当格勒
萨勒当格勒（法語：Salles-d'Angles，法語發音：[sal dɑ̃ɡl]）是法国夏朗德省的一个市镇，属于干邑区。

## 地理
萨勒当格勒（45°37'5"N, 0°20'0"W）面积21.8 平方千米，位于法国新阿基坦大区夏朗德省，该省份为法国西部内陆省份，北起德塞夫勒省和维埃纳省，东临上维埃纳省，东南至多尔多涅省，南至多爾多涅省，西接滨海夏朗德省。
与萨勒当格勒接壤的市镇（或旧市镇、城区）包括：昂雅克香槟、沙托贝尔纳、让泰、日默、内河畔圣福尔、塞勒、热尔米尼亚克、内河畔圣马夏尔、梅尔潘。

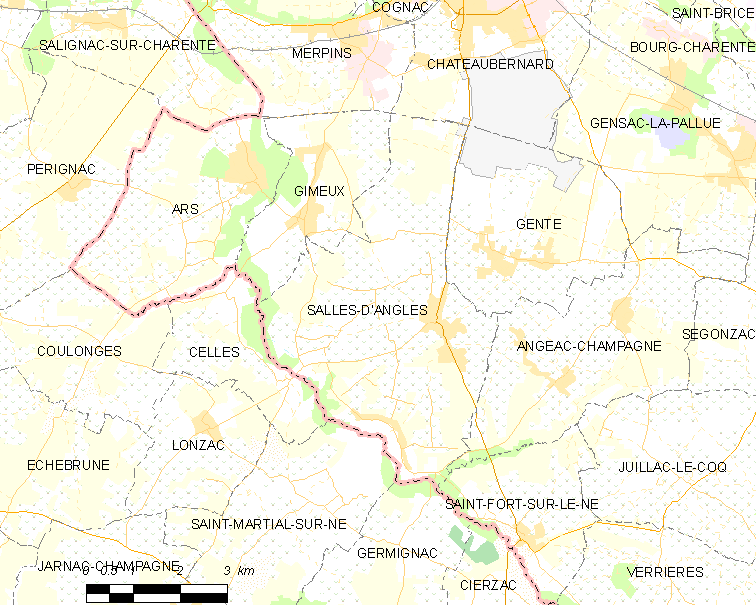
萨勒当格勒的OSM定位图

萨勒当格勒的时区为UTC+01:00、UTC+02:00（夏令时）。

## 行政
萨勒当格勒的邮政编码为16130，INSEE市镇编码为16359。

## 政治
萨勒当格勒所属的省级选区为夏朗德-香槟县。

## 人口

1962-2008年间萨勒当格勒人口变化图示

萨勒当格勒于2022年1月1日时的人口数量为1007人。